# Tadeusz Petrykowski (literat)
Tadeusz Petrykowski (ur. 2 sierpnia 1921 w Kaliszu, zm. 29 marca 1983 w Toruniu) – polski prozaik, dramaturg, publicysta.

## Życiorys
Absolwent Gimnazjum im. Adama Asnyka w Kaliszu. Jako uczeń miał swój debiut literacki. Maturę zdał w 1939 roku. W czasie II wojny światowej pracował jako robotnik. W latach 1945–1950 studiował filologię polską na Uniwersytecie Mikołaja Kopernika w Toruniu.
W latach 1951–1954 pracował w Książnicy Miejskiej im. Mikołaja Kopernika w Toruniu, następnie w latach 1954–1965 był redaktorem w toruńskiej rozgłośni Polskiego Radia. Pełnił funkcję kierownika literackiego Teatru Baj Pomorski w Toruniu (1959–1968 i lata 70.) oraz Teatru Polskiego w Bydgoszczy (1965–1970).
Zmarł w 1983 roku, został pochowany na cmentarzu św. Jerzego w Toruniu.

## Wybrana twórczość
- Sztuki sceniczne[2]:
  - 5:0 dla Homera (1956)
  - Krzyż i jaszczurka (wraz z H. Bychowską, 1958)
  - Serwus, Joanno (1958)
  - Podwodny alarm (1962)
- Sztuki dla teatrów lalkowych[2]:
  - Gdy słońce było w kropce (1963)
  - Piernikowy błazen (1965)
  - Licho z Gardna
- Opowiadania[1]
  - Karolinka (1962)
  - Toruń niewiarygodny (1983)
  - Nabój dla kaprala (pod pseudonimem Szymon Paprzyca)
- Zbiory wierszy[3]
  - Płonące kamienie (1988, wydanie pośmiertne)
  - Pod drzwiami (1994, wydanie pośmiertne)